# 城端町
城端町（じょうはなまち）は、かつて富山県東礪波郡にあった町。
2004年（平成16年）11月1日に城端町を含む7自治体が合併して南砺市が発足し、城端町は廃止された。

## 地理
山地と平野の双方を有し、自治体域の標高は1000m弱から100mまで幅広い。坂の町としても知られる。「越中の小京都」と呼ばれる。
- 山：袴腰山、高清水山
- 河川：山田川、池川
- 湖沼：桜ヶ池、縄ヶ池、城端ダム湖

## 歴史
- 縄文時代　かなり大きな集落があった（西原遺跡）。
- 奈良時代　東大寺の開墾田が越中の砺波に置かれた際に、砺波志留志（越中石黒氏の祖）が砺波郡に広大な墾田を持っていた（現在、南砺市岩木に前方後円墳 利波臣志留志の塚がある）。基本的に古代（飛鳥-白鳳-奈良-平安）には、集落としての遺構等は確認されていない。中世に入り源氏により武家政権が誕生することをきっかけに、鎌倉幕府の支配下に組み込まれ石黒党を中心とした在地領主連合の武士団が勢力を持ち、耕地の開発が進んでいった。いずれ、開発に伴って力をつけていた庶子家の自立化が進み、武士団の分裂も見られた。戦闘に備えて有力武士や土豪が山城や土塁、堀で囲まれた居館を構え、また、流通の拠点などの集落が発達していった。これが城端町の起源である。
- 1078年（承暦2年）越中国砺波郡に山城円宗寺領として石黒荘が立荘。平安末期には石黒三箇荘(10郷3地域)となり、領家織は分割伝領された。
- 1185年(文治元年)頃　-山田川を挟んで東側は鷹司家領直海郷、西側は仁和寺領山田郷として、領地および荘園として機能していた。
- 1333年頃（南北朝時代）-南朝方（天皇中心の政治で公家を重視）の流れをくむ関白太政大臣藤原氏の一族である伊東次郎右衛門が、後醍醐天皇が亡くなった後にこの地に定住し、山田郷の開拓に貢献した。以降その子孫は豪族として徳望あり、後の藩政時代にも加賀藩にわたり功績を残した。尚、現在、桜ヶ池（城端SA近く）のある南砺市立野原（旧城端町と福光町に跨ぐ地域）には今でも次郎右衛門の遺徳を祀った御堂が残っている（南砺市指定文化財）。 加えて、南朝時代の痕跡として南砺市上見の地名がある。「上見」は、昔はウワツミと称呼されていた。興国年間の南朝の論旨には「越中国上津見保」と記されており、ここが南朝方の領地であったことがわかる。上見城（跡地は南砺市指定史跡として登録）は、その際の居館として築城されたとの説ある。  また、長慶皇子（南朝、御醍醐天皇の皇子）の墓があったとされている。しかし、昭和22年宮内庁の許可を得て発掘されたが証となるものは出てこなかった。「次郎右衛門のお供が皇子に伴って来たのか、皇子の写経か何かを埋めて経塚を作ったのではなかろうか。」と推測されている。
- 1481年（文明13年）頃　-福光城主の石黒光義が富樫政親の求めに応じて一向一揆と山田川（城端町を流れ、福野町で本流の小矢部川に合流する河川）の田屋河原で戦うも、敗北する（田屋川原の戦い）。尚、石黒氏らは安居寺に退去するも敗れ（石黒墳墓）、これを契機に医王山山麓の寺院施設群（香城寺惣堂遺跡）も攻め落ち、山田郷を含む一帯は本願寺の勢力が拡大し、一向宗の統治下となった。
- 1492年（明応元年）-砂子坂道場（善徳寺の前身）は加賀、越中、能登三国を管理下におく末寺総録所と定められた。
- 1559年（永禄2年）あるいは元亀3年（1572年） -信仰の厚かった土豪の城ヶ鼻城城主・荒木善太夫（大膳）の招請により（福光にあった一向宗）善徳寺を招致。 越中一向勢力の中心寺院とし、荒木大膳も参加した。
- 1573-1591年(天正年間) -上見城に篠村太左衛門が拠った。
- 1573年（元亀4年） - 城端町（善徳寺門前町）が開町。以前より郷士の荒木善太夫が城郭を築いていたが、同年（天正元年）に善徳寺が城端に移転したことで門前町として発達したとされる[2]。最初「城が鼻」と称していたが「城鼻」となり「城端」と変化した[3]。
- 1577年（天正5年）-畑氏によって城端（善徳寺門前町）で絹織物が始められた（城端絹起源伝記より）。  以前から五ケ山の村々で繭の生産と生糸の製造が行われていたが、絹織物が始められた事で城端（善徳寺門前町）へも繭が多量に運ばれ製糸されたと思われる。労働力の面では門前中町が賑わう事で付近の農村から流入した人が定住し人口も増えてきた。以後、越中南西部で最も大きな町となった。
- 1580年（天正8年）-佐々成政が織田信長から越中の切り取りを許されることを契機に家臣の河内才右衛門を城端城に配す。また、上見城城主の外交により成政の一揆掃討の戦火を免れた。尚、上見城城主の外交により一揆掃討の戦火を免れる。
- 1585年（天正13年）-佐々成政が秀吉に降伏し、この地を加賀藩前田氏が治めることになり城端城は廃城し、善徳寺が残る。以後、城端（善徳寺門前町）の絹織物が庇護され発展した。善徳寺は、加賀藩において懐柔策で利用され真宗東派寺院の触頭とされ、越中での国法・寺法の触頭としてさかえた。その後、江戸時代を通じて前田家は子女を幼少時に善徳寺を含めた旧領の有力寺院に縁女として送ることになる。
- 1649-1650年（慶安2-3年）-西新田町、東新田町が開墾され人が移り住み城端（善徳寺門前町）に編入された。
- 1650年（慶安3年)  -善徳寺の六代顕勝が金沢材木町に掛所を建立する（その後移転し、現在では金沢小立野寺院群の中で、善徳寺として城端善徳寺の関連寺院として存在する。付近は旧地名で土取場城端町とされていた。）
- 1651年　(慶安４年) -加賀藩が年貢の増収を計り、年貢の納入に窮した農民が村を離れ城端（善徳寺門前町）へ移住した事で人口が急増した。
- 1693年（元禄６年）-城端（善徳寺門前町）在住者数や職業などを詳細に記した「元禄品々帳」によると総戸数689戸の内375戸が絹織物関係の仕事に携わっていたと言う。城端（善徳寺門前町）で織られた絹の大部分は京都西陣に運ばれ、そこで精練染色の加工がなされ、加賀絹を扱う問屋で独占的に販売されていた。主な市場が上方なのでその地の市況が直ちに城端の好不況に影響した。
- 1757年（宝暦7年）-城端騒動起きる。この年は天候不順で不作であった。1000人を超える農民が集まり、米屋を襲撃した。藩の対応は素早く、その夜のうちに2、30人を逮捕し3人の中心人物を突き止めて磔にした。
- 1829年（文政12年） -絹の新しい市場の開拓に加賀藩も資金的に援助し、城端（善徳寺門前町）の絹織物業者がこの流通経路を利用して江戸でも城端絹が販売される事となった。
- 尚、江戸時代には、城下町と異なり武士階級といった巨大な消費者を持たない在郷町においては町人相互間や農村を対象とした取引が主であった（絹業を除く）。絹業によって蓄積された資本投資先は農村であり、時折加賀藩の改作法に抵触した。封建社会にあっては治者の唯一の収入源は土地の生産力であった時代であったため年貢の取り立ては厳しく、他から借銀してでも年貢を完納する必要があり、貸す余力がある者は町人に多くあった。加賀藩が農民に対して貸借することを禁じていたが、田地等の売買は実質上行われ、家屋敷田地を失った場合には町に出て生活するしかなくなった。こうして城下町とは異なる流れで、在郷町の商業資本が漸次農村に浸透していった。これにより、後に明治維新の際に城下町のように武士の失業に伴い経済が落ち込んだ金沢城下とは異なり、近代化の流れにのりやすかったことがうかがえる。
- 1875年（明治8年）-善徳寺縁女（最後の加賀藩主　前田慶寧 の妹洽姫）が離縁させられる（なお、江戸時代を通じて前田家は子女を幼少時に旧領の有力寺院に縁女として送っていたが、1870年代後半には相次いで離縁させて摂家・宮家などに嫁がせており、同年、娘の慰姫も井波の瑞泉寺から離縁させられている）。
- 1889年（明治22年）4月1日 - 町村制の施行により、礪波郡城端町、能美村、山田村、南山田村及び大鋸屋村が発足する。当時の城端町の面積は1.13 km2[4]
- 1892年（明治25年）-明治に入って政府は生糸や絹織物の輸出を奨励していたことを背景に、岡部長左衛門によって絹織物業者や絹問屋を組合員とする生絹組合が設立され、城端町の約9割を占める手織機人を傘下に集め織物の品質向上や業界発展に努めた。
- 1898年（明治31年）-日露戦争への懸念から金沢に砲兵装備を有する陸軍第九師団が設置されるに伴い、かつて加賀藩の頃に鷹狩場であった立野原は全国屈指の軍事演習場として機能し始める。尚、監的壕は今でも残り（南砺市指定文化財）、立野原台地がかつて軍事演習場に利用されていた歴史を今に伝える貴重な存在である。
- 1896年（明治29年）4月1日 - 郡制の施行のため、礪波郡が分割して、東礪波郡が発足により、城端町、能美村、山田村、南山田村及び大鋸屋村は、東礪波郡に所属となる。
- 1898年（明治31年） - 東礪波郡能美村が東礪波郡北野村及び蓑谷村に分割する。
- 1904年（明治38年）-日露戦争の戦費調達に織物に消費税が課税される事となった。
- 1911年-1913年 -電力発電所の建設の供電を背景に電動の力織機が大量に移設され生産能力が大幅に高まった。
- 1913年（大正2年） - 岡部長左衛門町長時代（1898-1913）に内務省の全国優良町村のひとつに選ばれる[5][6]。
- 1917年(大正5年) -第一次世界大戦が終り、その後の好況で城端の絹織物も非常に栄、機業の法人化が進んだ。出荷数量が年々増加していった。
- 1928年（昭和3年）-城端織物組合事務棟が建てられる。
- 1931年（昭和5年）-銭湯建築され、今でも建物残る（桂湯）。
- 1931年（昭和6年）-満州事変と金輸出再禁止によるインフレーションと円安により、人絹織物が大量に輸出されるようになった。城端の人絹織物も活況を呈するようになり、工場の新増設が盛んに行われた。
- 1946年（昭和21年）-立野原開拓団が混乱した世相と急迫した食糧事情下に、復員軍人・海外引渡者・戦災者が一丸となって入植した。
- 1952年（昭和27年）
  - 4月30日 - 富山県議会が新城端町誕生を決議[7]。
  - 5月1日 - 東礪波郡城端町、大鋸屋村、北野村、南山田村及び蓑谷村が合併して、東礪波郡城端町が発足する。同日、西礪波郡福光町及び東礪波郡山田村他9町村が合併して、西礪波郡福光町が発足する。なお、富山県知事高辻武邦に対して提出された申請書によると、南山田村、大鋸屋村、城端町、北野村、蓑谷村、山田村、北山田村と合併するという内容になっていたが、実際には山田村と北山田村は福光町に合併している[8]。町役場は旧城端町役場を庁舎とし、旧城端町長の天冨直治を村長職務執行者とした[9]。
- 1955年（昭和30年）立野原開拓団の建設営農の邁進成果優秀に際して、当時農林大臣である河野一郎より表彰される。
- 1956年（昭和31年）2月1日 - 東礪波郡城端町が西礪波郡福光町の区域の内、旧東礪波郡山田村の区域の一部である、大字細木、大字大窪、大字雁巻島、大字梅井、大字中筋、大字野田字村中島及び大字野田字蝋木島の区域を編入する。
- 1956年（昭和31年）-ナイロン織物が始まった。永年に渡って蓄積した絹の技術を生かしたナイロン・ポリエステルを織る長繊維織物産地として、現在城端は確たる地位を占めている。
- 1978年（昭和53年）-立野原地区県営農地開発事業完成記念式典が農林大臣中川一郎臨席の下に施行される。
- 1979年（昭和54年）-立野原開拓パイロット事業が完成し、スプリンクラー使用が可能となり、畑作が急速に進展。立野原特産の大根、西瓜等は県内を問わず中京や関西に出荷された。
- 2000年（平成12年）9月　東海北陸自動車道五箇山IC - 福光IC開通し、桜ヶ池のある立野原の城端サービスエリアには「桜ヶ池ハイウェイオアシス」として「桜ヶ池クアガーデン」の他、ヨッテカーレ城端やロッククライミング施設などオープン。
- 2004年（平成16年）11月1日 - 東礪波郡福野町、井波町、城端町、平村、上平村、利賀村、井口村及び西礪波郡福光町が合併して、南砺市が発足する[1]。

## 行政
- 昭和27年4月30日富山県議会が新城端町の誕生を議決し行政業務が開始される。初代議員は下記の如くである。 天富直次, 北川清一, 岸　孜, 伊東太作, 前田宅次郎, 山田伊作, 笹田外次, 今井兼嗣, 太田栄一郎, 佐竹辰一郎, 朝日八左衛門, 奥村喜一郎, 坂田理史郎, 谷口正一, 池川忠信, 中田正成, 岩井光久, 沖田久蔵, 永井友次, 坂次富蔵, 石村正一, 山下宗八, 富田六左衛門, 和田吉造, 中川貞太郎 , 梶徳兵衛, 田嶋茂, 清水豊二郎, 石村文男, 五東直太郎, 窪田美吉, 岩井太一
- 昭和29年5月7日には城端町が内閣総理大臣表彰（吉田茂より）を受ける。
- 町長：岩田忠正（2004年10月まで）
- 職務代理者：長尾益勇（2004年10月）

## 経済

### 地場産業
地場産品としては、干し柿が挙げられる。江戸時代より主要産業は絹織物と漆器で、とくに明治大正期には高品質の羽二重で知られていた。城端仏壇の産地でもある。

### アニメ産業
城端にはアニメーション制作会社P.A.WORKS（ピーエーワークス）の本社スタジオがある。製作するアニメに登場する地形や建造物は近隣地域から採用することがある。中でも『true tears』（2008年）の街並みは城端をモデルに描かれている。そのため、モデルになった場所の巡礼を目的とする旅行者もいる。

## 姉妹都市・提携都市

### 海外
- マルボロ町（アメリカ合衆国 ニュージャージー州）
  - 2003年5月14日姉妹都市提携

## 教育

### 小学校
- 城端町立城端小学校

### 中学校
- 城端町立城端中学校

## 交通

### 鉄道
- JR城端線
  - 城端駅

### 道路
- 高速自動車国道
  - 町内に東海北陸自動車道のICはないが、福光ICが近くにある。
- 一般国道
  - 国道304号
- 都道府県道
  - 主要地方道
    - 富山県道21号井波城端線

  - 一般県道
    - 富山県道277号福野城端線
    - 富山県道284号井波井口城端線
    - 富山県道291号才川七城端線
    - 富山県道292号城端嫁兼線
    - 富山県道293号長楽寺福光線
    - 富山県道294号川上中北野線
    - 富山県道356号林道温泉線

## 名所・旧跡・観光スポット・祭事・催事
- 善徳寺 - 真宗大谷派本願寺の別格別院
- 城端曳山会館
- 林道温泉
- つくばね森林公園
- 桜ヶ池公園
- 縄ヶ池 - 水芭蕉の群生地として有名で、この標高で水芭蕉が咲くところは全国的にも稀である。
- ザ★雪合戦inじょうはな（2月第1日曜日）
- 城端曳山祭（5月4日・5日）
- 城端むぎや祭（9月第2土曜日・第3日曜日）

## 出身有名人
- 稲塚権次郎
- 松本謙三
- 河合常則
- 坂田理[12]
- 山下陽暉
- 野村理兵衛 -野村家自体は五箇山の出身。3代目で城端町579番地に産まれる。野村銀行を創設。
- 野村 進 -野村英吉長男。第2代　金沢大学医学部 整形外科教授。
- 池田 航 (俳優)